# Stranger Things (Kygo)
Stranger Things è un singolo del DJ norvegese Kygo, pubblicato il 24 gennaio 2018 come secondo singolo dal secondo album in studio Kids in Love.
Il singolo ha visto la collaborazione vocale del gruppo musicale statunitense OneRepublic.
Il brano è composto con testi scritti da Tedder e con la produzione gestita da Kygo.

## Video musicale
Il videoclip, diretto da Tim Mattia, raffigura la storia d'amore di una giovane coppia, che è stanca del lavoro svolto e si intrufolano di nascosto in una villa a Los Angeles, dopo esser stati ricercati. La compagna nel finale del video viene catturata dalla polizia, mentre lui scappa in lacrime.

## Tracce
1. Stranger Things – 3:41 (Ryan Tedder, Kygo)
2. Stranger Things (Alan Walker Remix) – 3:14

## Classifiche
| Classifica (2018)              | Posizione massima |
| ------------------------------ | ----------------- |
| Irlanda                        | 92                |
| Stati Uniti (dance/electronic) | 13                |
| Slovacchia                     | 73                |
| Svezia                         | 56                |
| Svizzera                       | 48                |